# Brus
Brus je priimek v Sloveniji, ki ga je po podatkih Statističnega urada Republike Slovenije na dan 1. januarja 2010 uporabljalo 558 oseb in je med vsemi priimki po pogostosti uporabe uvrščen na 508. mesto.

## Znani slovenski nosilci priimka
- Albina Brus (Albina Valenta Brus) (1851—1929), igralka
- Aleksander Brus, violinist
- Alojzija (Lojzka) Brus (1909—1965), pesnica, prevajalka, publicistka
- Boštjan Brus, alpski smučar
- Ingrid Kovač Brus, prevajalka, radijska urednica, publicistka
- Jože Brus (1909—1997), geodet
- Jože Brus, nosilec spominskega znaka Cesarski vrh 1991
- Jožica Boljte Brus (*1953), tožilka
- Miroslav Brus, podjetnik (nagrajenec GZS)
- Nejc Brus (*1999), hokejist
- Pavel Brus, podjetnik (nagrajenec GZS)
- Robert Brus (*1965), gozdar, dendrolog, prof. BF
- Simon Brus (*1983), kaniust

## Znani tuji nosilci priimka
- Günter Brus (*1938), avstrijski akcijski umetnik in filmar